# Hôtel de Ville (Diekirch)

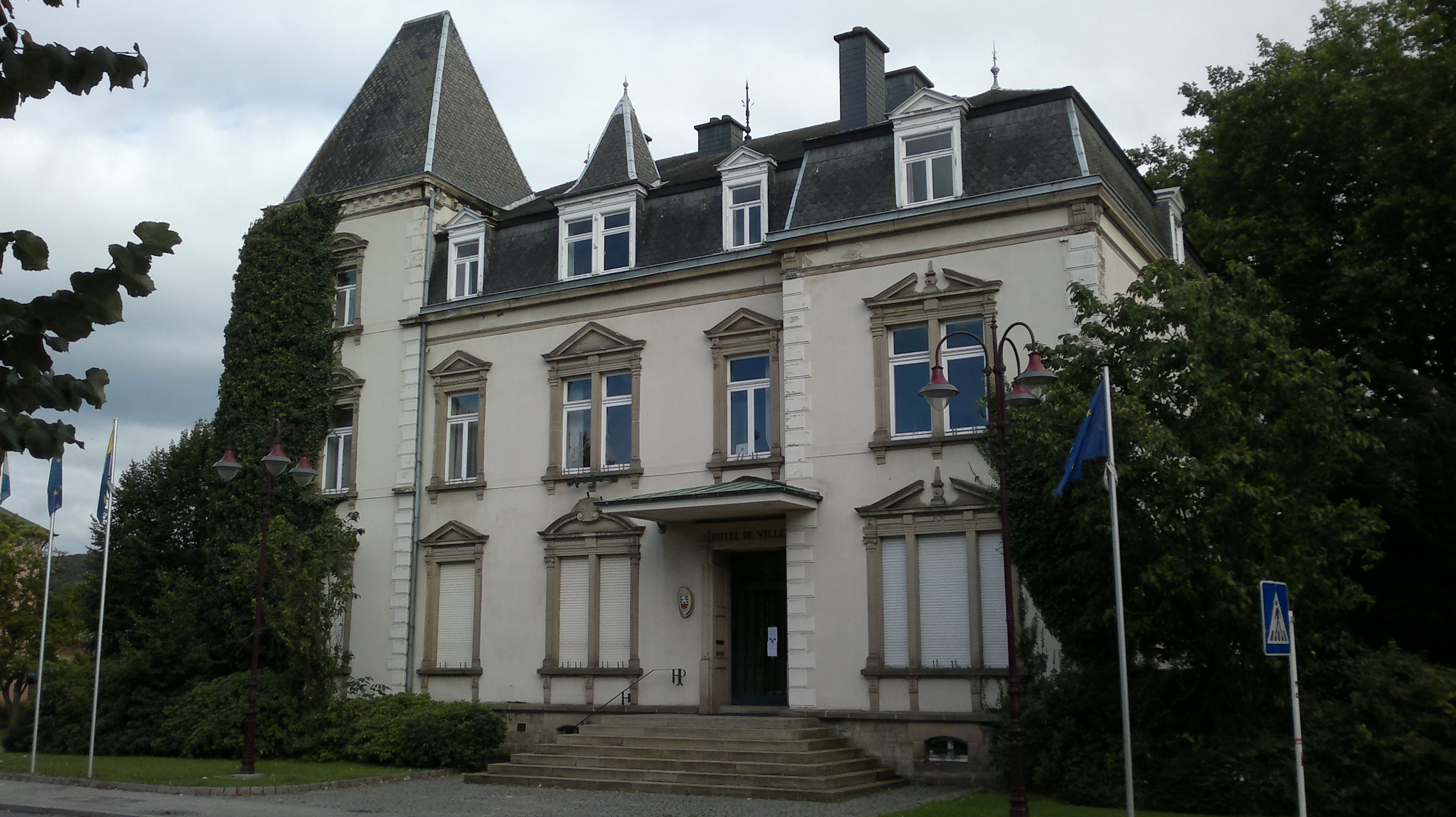
Der Eingang mit dem Schriftzug HOTEL DE VILLE

Das Hôtel de ville de Diekirch (deutsch: Stadthaus bzw. Rathaus; luxemburgisch Stadhaus) ist der Sitz der Kommunalverwaltung (französisch Administration communale) von Diekirch. Es befindet sich an der Avenue de la Gare 27 (an der Route nationale 7), neben dem zentralen Eingang des Stadtparks.
Das Hôtel de ville wurde am 21. Dezember 2007 von der Nationalen Denkmalschutzbehörde zum Nationaldenkmal erklärt.
2015 entwarf Jean Leyder Glasfenster für das Gebäude: 6 mm dickes Floatglas wurde mit Silbergelb, Schwarzlot, Glasmelz- und Keramikfarbe bemalt und eingebrannt. Farbintensive Bereiche wurden aus mundgeblasenem Lamberts-Überfangglas auflaminiert; eingeweiht wurden die Fenster am 16. Oktober 2015.